# 大悟县
大悟县位于中国湖北省东北部，是孝感市所辖的一个县。面积为1978.9平方公里，常住人口約49万人。县人民政府駐城关镇府前街3号。

## 历史
北魏析永阳县置东隋县。隋开皇九年（589年）改为礼山县，以县境礼山为名。唐初省入应山县（今随州市广水市）。1933年划湖北黄安（今红安）、黄陂、孝感及河南罗山等县置礼山县，属第四政督察区。1952年改名大悟县，以境内大悟山得名。1961年属孝感专区，1970年属孝感地区。1993年属孝感市。
1997年，大悟县面积1986平方千米，人口57万，辖14个镇、5个乡：城关镇、三里城镇、大新镇、宣化店镇、丰店镇、阳平镇、芳畈镇、吕王镇、黄站镇、新城镇、夏店镇、刘集镇、河口镇、四姑镇、二郎店乡、东新乡、高店乡、姚畈乡、彭店乡。县政府驻城关镇（二郎店）。

## 人口
孝感市第七次全国人口普查公报显示：大悟县常住人口为486153人，男性人口占比51.9%，女性人口占比48.1%，年龄结构中0-14岁占比19.48%，15-59岁占比60.02%，60岁以上占比20.5%，65岁以上占比14.67%。
2006年人口为62万人。

## 行政区划
大悟县下辖14个镇、3个乡：
城关镇、阳平镇、芳畈镇、新城镇、夏店镇、刘集镇、河口镇、四姑镇、吕王镇、黄站镇、宣化店镇、丰店镇、大新镇、三里镇、高店乡、彭店乡和东新乡。

## 人物
大悟县历史名人有黎元洪、徐海东、施伟伟和刘华清等。

## 交通
- 京广高速铁路石武段在此经过并设置有孝感北站（距孝感市中心约80公里）。
- 346国道过境。
- 京港澳高速过境。